# The Cherry Thing
The Cherry Thing ist ein Jazzalbum von Neneh Cherry und dem Trio The Thing, das am 21. Juni 2012 veröffentlicht wurde.

## Geschichte des Albums
Nach ihrem letzten Album Man hatte Cherry sich aus familiären Gründen aus dem Musikgeschäft zurückgezogen. Sie arbeitete nur noch vereinzelt in Kollaborationen mit anderen Musikern; unter anderem sang sie auf dem zweiten Album der Gorillaz, arbeitete mit Peter Gabriel sowie Eagle-Eye Cherry und gründete mit Ehemann und Tochter eine eigene Band. 2010 machte sie ein Freund auf das skandinavische Free-Jazz-Trio The Thing aufmerksam, das schon länger bestand, aber sich in jenem Jahr nach einem weniger bekannten Stück ihres Stiefvaters Don Cherry benannt hatte.
Bezogen auf das Trio The Thing meinte Cherry: „Ein Aspekt unserer Verwandtschaft besteht ja in ihrer großen Liebe gegenüber meinem Vater. Sie haben immer davon gesprochen, welch ungeheure Inspiration er für sie war. Damit fühlten meine Familie und ich uns natürlich sehr geehrt. Ihr musikalisches Selbstverständnis hat viel mit dem zu tun, womit ich aufgewachsen bin.“ Außerdem sind die Musiker allesamt vom Punk beeinflusst.
Ende 2010 traf sich Cherry mit The Thing in London; die Musiker nahmen in einem Studio die ersten drei Stücke auf: „Mit The Thing haben wir einfach angefangen, Musik zu machen, ohne eine Verabredung treffen zu müssen, was das sein soll. Und es ist für uns alle etwas Neues dabei herausgekommen.“ Das Quartett gab seit März 2011 mehrere Konzerte und verstand sich laut Cherry auf Anhieb gut: „Wir hatten ja etwas zu sagen. Vor allem musste sich keiner von uns wegen der jeweils anderen verbiegen. Wir mussten nur die Songs auswählen und ihnen eine organische Form geben.“ Die Zusammenarbeit funktionierte nach Angaben von Cherry auch im Studio gut: „Für manche Songs brauchten wir nur einen Take, für andere waren es vielleicht vier. Aber wir haben immer versucht, die natürliche Energie eines Songs in ihre jeweils klarste Form zu gießen.“

## Inhalt des Albums
Das Album enthält Songs unterschiedlicher Interpreten, neben zwei Eigenkompositionen von Neneh Cherry und Mats Gustafsson vier popmusikalische Titel und zwei Klassiker des Free Jazz: Gecovert werden Songs der Garagen-Rocker The Stooges („Dirt“), der Proto-Punker von Suicide („Dream Baby Dream“), Martina Topley-Bird („Too Tough to Die“) und Madvillain („Accordion“). Daneben treten Don Cherrys „Golden Heart“ und am Schluss des Albums Ornette Colemans „What Reason Could I Give.“
Das Album beginnt mit dem von Neneh Cherry geschriebenen „Cashback“, dessen Quelle im Pop-Soul-Hip Hop der frühen 1990er liegt; möglicherweise hätte es „in einer radiotauglichen Version auch auf einer ihrer frühen Soloplatten seinen Platz gefunden.“ Doch hier beginnt es „mit einem einsamen und prägnant groovendem Kontrabass“; im Verlauf des Stücks nehmen sich die Jazzmusiker immer mehr Raum und das Baritonsaxophon „schreit voller Schmerz um Hilfe.“
Es folgte eine beinahe neunminütige Version von „Dream Baby Dream“, die nach Ansicht von Thom Jurek selbst Bruce Springsteens ausgeklügelte Interpretation in den Schatten stelle. Sie sei ebenso ätherisch wie das Original, aber unheimlicher. Cherrys Gesang lasse „durchgäng die Melodie in ihrer Schönheit intakt, selbst da, wo sie eindringlicher wird und ihre Durchsetzungsvermögen zeigt. Ihre Begleiter bauen eine großartigen Mauer atmosphärischer Spannung hinter ihr auf“.
„Trip-Hop-geschwängert“ zieht sich der Bass durch das folgende „Too Tough to Die“; zunehmend befreien die Sängerin und das Trio den Song „von seinen Strukturen“. Dabei lässt Neneh Cherry „ihre Stimme brechen, kippen, vibriren und jodeln. Für sie der wohl stärkste Moment auf The Cherry Thing.“
In „Sudden Moment“ ist der Gesang Cherrys mit dem Saxophonspiel verwoben, bevor eine ausufernde Improvisation beginnt. Das Stück „Accordion“ wird weitgehend auseinandergenommen. Hier „bleibt bis auf die Lyrics nur wenig übrig, nicht einmal das namensgebende Akkordeon. Trotzdem sind die Hip Hop-Wurzeln allgegenwärtig. Neneh Cherry kippt zwischen Rap, Jazz und Soul. Um ihre Stimme schwirrt das Saxophon von Mats Gustafsson. Unterhalb lässt Paal Nilssen-Love das Schlagzeug brodeln.“
Bei „Golden Heart“, zuerst (noch ohne Text) veröffentlicht 1966 auf Don Cherrys Album Complete Communion, ist die Besetzung erweitert. Hier „legt sich ihre Stimme geisterhaft und kalt über die Instrumente.“ „Wie ein Urviech stampfen Neneh Cherry & The Thing durch den Schmutz von ‚Dirt‘. Der Klassiker von The Stooges wird gebeugt, bis er zum Ende in sich zusammen bricht. “
„What Reason Could I Give“, das 1971 im Original (auf dem Album Science Fiction) von Asha Puthli gesungen wurde, wird hier in einer Fassung voller Trauer interpretiert. Zusammen mit Cherrys Gesang führen die zurückhaltenden, aber doch abenteuerlichen Soli von Gustafsson und Håker Flaten dazu, dass der Song sehnsuchtsvoll wirkt.

## Titelliste
1. Cashback (Neneh Cherry) 5:58
2. Dream Baby Dream (Alan Vega, Martin Rev) 8:24
3. Too Tough to Die (David Peter-Holmes, Martina Topley-Bird, Chloe Page) 5:13
4. Sudden Moment (Mats Gustafson) 8:26
5. Accordion (Daniel Dumile, O. Jackson) 6:10
6. Golden Heart (Don Cherry) 4:43
7. Dirt (James Osterberg, Ronald Asheton, Scott Asheton, David Alexander)  6:47
8. What Reason Could I Give (Ornette Coleman) 5:18

## Rezensionen
Neneh Cherry und The Thing schaffen, so meint Ben Hiltrup anerkennend, „den Spagat: Sie haben mit „The Cherry Thing“ ein Coveralbum aufgenommen, das sowohl die Identität der gecoverten Stücke bewahrt, als auch viel Spielraum für eigene Ideen bereithält.“ Er hebt hervor, dass das Energielevel hoch ist; „die Tempi-Wechsel sorgen für Überraschungen. Und die Fusion aus einem Jazz-Grundgerüst und der Attitüde einer Bristol-TripHop-Platte ist derzeit einmalig.“ Für Neneh Cherry sei der Tonträger „ein mehr als gelungenes Comeback.“
Der Jazzkritiker des Londoner Guardian schließt sich an und gibt dem Album vier von fünf Sternen: „Dieses aufheitende Ensemble mit dem norwegisch-schwedischen Freejazz-Trio ‚The Thing‘ schlägt grundlegend die Brücke zwischen der Avant-Pop-Welt der Sängerin und den durchweg Saxophon-heulenden und perkussionsdonnernden Landschaften, mit denen das Trio seine Zuhörerschaft seit 2000 rücksichtslos polarisierte. “
Bereits durch die Zusammenstellung von Songs aus sehr disparaten Quellen werde auf dem Album „eine ergreifende zusammenhängende Collage durch unterschiedliche Genres und Stimmungen geschaffen“, meint der Musikkritiker der Los Angeles Times. Das Album gewinne die unvorhersagbare Energie und Impulse der Vogelfreien aus dem Hip-Hop, Jazz und Punk zurück und verbinde diese damit organisch. Diese Verbindung, die in Cherry verkörpert sei, komme hier zu einem kreativen Höhepunkt, der dauerhaft angelegt sei.
Auch Thom Jurek hält in seiner Besprechung für Allmusic das Album für organisch und für keine Eintagsfliege; er gibt ihm vier von fünf Sternen und meint, es sei ein ernstzunehmender Bestandteil jeder repräsentativen Jahresliste. Wolf Kampmann kommt zu dem Ergebnis: „Die Musik des Quartetts ist so zwingend, dass man sich fragt, warum sie erst jetzt zusammen gefunden haben.“